# Os Dias da MadreDeus
Os Dias da MadreDeus é o álbum de estreia da banda Madredeus. Editado em 1987, pela EMI - Valentim de Carvalho, o disco inclui canções como: "As Montanhas", "A Sombra" ou "A Estrada do Monte". A mais emblemática é "A Vaca de Fogo", single de estreia reconhecido como umas das músicas mais marcantes da carreira do grupo. É considerado um dos álbuns mais  mais importantes da música portuguesa contemporânea, tendo sido incluído em listas do género na série Os Melhores Álbuns da Música Popular Portuguesa, editada pelo Público em 1995, e numa contagem da revista Blitz, em 2009.
 

O álbum foi gravado entre 28 e 30 de julho de 1987, no Teatro Ibérico, na antiga igreja do Convento de Xabregas, em Lisboa. Tecnologicamente, é um álbum pioneiro em Portugal, no que respeita à gravação digital. Citado por Jorge Pires, Ayres Magalhães, explicou:
"O álbum foi gravado no primeiro DAT que existiu cá. Nós tínhamos tido tempo para compor algumas canções, mas a construção do grupo também era a de uma escola de música. E era muito melhor gravar a música como o grupo a fazia do que ir para estúdio confrontar os músicos com técnicas que não dominavam. Nesse sentido eu propus a gravação em directo, com o grupo a tocar em ensemble".
Assinalando o 30º aniversário da sua edição, a Warner reeditou o álbum em vinil, recuperando o alinhamento original de 16 faixas, que a edição em CD obrigara a encurtar (em 1990, por questões técnicas, o lançamento do álbum em CD deixara "A Estrada do Monte" de fora).

## Alinhamento[8]
| Alinhamento original |                                                        |         |  |
| N.º                  | Título                                                 | Duração |  |
| 1.                   | "As Montanhas" (instrumental)                          | 2:25    |  |
| 2.                   | "A Sombra"                                             | 5:31    |  |
| 3.                   | "A Vaca de Fogo"                                       | 5:02    |  |
| 4.                   | "Os Pássaros Quando Morrem Caem No Céu" (instrumental) | 2:25    |  |
| 5.                   | "A Estrada do Monte"                                   | 3:50    |  |
| 6.                   | "Adeus... E Nem Voltei"                                | 5:50    |  |
| 7.                   | "A Península" (instrumental)                           | 4:06    |  |
| 8.                   | "A Cantiga do Campo"                                   | 6:28    |  |
| 9.                   | "Fado do Mindelo"                                      | 5:07    |  |
| 10.                  | "A Marcha da Oriental" (instrumental)                  | 5:59    |  |
| 11.                  | "A Cidade"                                             | 6:00    |  |
| 12.                  | "Maldito Dia Aziago"                                   | 5:10    |  |
| 13.                  | "A Andorinha" (instrumental)                           | 4:45    |  |
| 14.                  | "O Brasil"                                             | 5:37    |  |
| 15.                  | "O Meu Amor Vai Embora"                                | 3:21    |  |
| 16.                  | "Amanhã"                                               | 4:54    |  |
| Duração total:       | Duração total:                                         | 76:30   |  |